# 硫化鐵
硫化鐵（化学式：Fe2S3），是鐵的硫化物之一，此外，常见的還有FeS和FeS2。它是一種固體棕色粉末，但在常溫下分解為黃綠色粉末。 
這是一種十分不穩定的人造產物，不存在於自然界。

## 製備和特性
Fe2S3由冷凍的FeCl3稀釋到冷卻的Na2S稀釋而配製。
2 FeCl3  + 3 Na2S → Fe2S3↓ + 6 NaCl

它在溫度超過20°C時分解為硫化亞鐵和硫單質。 

Fe2S3 → 2 FeS + S↓
與鹽酸的反應方程式如下： 

Fe2S3 + 4 HCl →  2 FeCl2 + 2 H2S↑ + S↓